# Meira (comarca)
Meira è una comarca della Spagna, situata nella comunità autonoma di Galizia ed in particolare nella provincia di Lugo.